# Bitva u Covadongy
Bitva u Covadongy byla prvním významným vítězstvím křesťanských vojenských sil na Pyrenejském poloostrově, následujícím muslimské invazi do oblasti v roce 711.
Bitva proběhla u Covadongy, pravděpodobně v létě 722. Zajistila nezávislost Asturského království a, v dlouhodobějším měřítku, přežití křesťanských držav v severní Ibérii. Protože zde započala obnova křesťanské nadvlády nad Pyrenejským poloostrovem, jedná se v retrospektivním pohledu o začátek reconquisty.
Dle textů sepsaných mozáraby v severní Ibérii během devátého století, zvolili vizigótští šlechtici v roce 718 za svého vůdce muže jménem Pelagius (681–737). Pelagius, syn Favily, který byl hodnostářem dvora Vizigótského krále Egicy (687–700), ustanovil svým ústředím Cangas de Onís v Asturii a započal povstání proti umajjovským muslimům.

Umajjovská invaze, mapa s polohou Covadongy

Od počátku muslimské invaze na Pyrenejský poloostrov se uprchlíci a bojovníci přesunovali na sever, aby se vyhli Islámské nadvládě. Někteří nalezli útočiště ve vzdálených horách Asturie v severozápadní části poloostrova. Zde, z lidí uprchlých z jihu, zrekrutoval Pelagius svou skupinu bojovníků. Odmítl platit Džizju (dan pro nemuslimy) a začal útočit na malé umajjovské posádky v nacházející se v oblasti. Nakonec se mu podařilo vypudit správce provincie Munuzu z Asturie. Udržel území před početnými pokusy muslimů o znovuzískání kontroly nad oblastí, a brzy založil Asturské království, které se stalo křesťanskou pevností proti muslimské expanzi.
Tato rebelie prvních pár let nepředstavovala hrozbu pro nové vládce Hispánie se sídlem v Córdobě a významněji na ni nereagovali. Pelagius nebyl schopen udržet muslimy mimo Asturii, avšak ani oni jej nedokázali porazit, pokaždé když odtáhli, znovu získal kontrolu. Islámské síly se soustředily na nájezdy na Narbonne a Galii, a neměli dostatek mužů na potlačení bezvýznamného povstání v horách. Podmínky pro bitvu u Covadongy pravděpodobně nastavila porážka muslimů na jiném místě. 9. července 721 byly v bitvě u Toulouse, na území dnešní Francie, poraženy muslimské síly, které překročily Pyreneje a napadly Franckou říši. To představovalo první vážnou porážku pro muslimského tažení jihozápadní Evropou. Při neochotě muslimů vrátit se do Cordóby s tak špatnými zprávami umajjovský wali, Anbasa ibn Suhaym Al-Kalbi, rozhodl, že potlačení povstání v Asturii na jeho cestě domů přinese jeho jednotkám snadné vítězství a obnoví jejich upadající morálku.

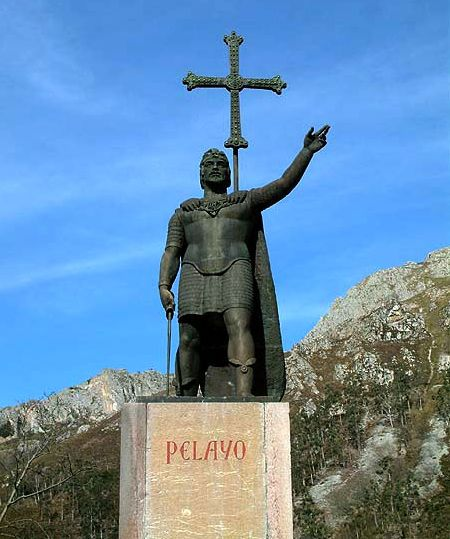
Pelayo, vítěz u Covadongy a první král Asturie

V roce 722 byly do Asturie poslány síly pod vedením umajjovských velitelů Al Qamou a Munuzou, a (podle legendy) v doprovodu biskupa Oppy Sevillského. Protože Al Qama ovládal většinu oblasti, dle folklóru se Oppa pokusil zprostředkovat kapitulaci jeho křesťanských soukmenovců, ale neuspěl. Pelagius a jeho síly se stáhly hluboko Asturských hor, nakonec až do úzké doliny obklopené horami, která byla snadno bránitelná z důvodu nemožnosti útoku na široké frontě. Pelagius s sebou měl asi jen tři sta mužů.
Al Qama nakonec dorazil do Covadongy, a vyslal předvoj, aby přesvědčil Pelagia ke kapitulaci. Ten odmítl, Al Qama tedy poslal k boji do doliny své nejlepší jednotky. Astuřané zaútočili z obou svahů hor. Pelagius se s muži schovával v jeskyni, neviděni muslimy, a později osobně vedl některé ze svých vojáků do boje v dolině. Dle křesťanů se jednalo o hrozivý masakr muslimů, zatímco dle Umajjovců se jednalo o pouhou šarvátku. Samotný Al Qama v bitvě padl a jeho vojáci utekli z bojiště.
Po Pelagiově vítězství se lidé podrobených asturských vesnic chopili zbraní a zabili stovky Al Qamových prchajících jednotek. Munuza, poučen porážkou, zorganizoval další síly a shromáždil přeživší z Covadongy. Někdy později se střetl s Pelagiem a jeho nyní posíleným vojskem, blízko dnešního města Proaza. Pelagius opět vyhrál a Munuza byl zabit v boji[zdroj?]. Muslimům se už nikdy nepovedlo vážněji ohrozit nezávislost Asturského království. Bitva je oslavována ve svatyni Naší paní Covadongské.